# كلخ مشرقي
الكلخ المشرقي (باللاتينية: Ferula orientalis) نوع نباتي يتبع جنس الكلخ من الفصيلة الخيمية.

## الموئل والانتشار
النبات واطن في بلاد الشام وتركيا وحوض البحر الأسود.

## مرادفات للاسم العلمي
- (باللاتينية: Elaeochytris cachroides Fenzl)
- (باللاتينية: Ferula cachroides (Schltdl.) Zohary & P.H.Davis)
- (باللاتينية: Ferula schlechtendalii Boiss.)
- (باللاتينية: Peucedanum rupestre Boiss. & Balansa)
- (باللاتينية: Peucedanum schlechtendalii Boiss.)